# Kremenata
Kremenatë en albanais et Kremenata en serbe latin (en serbe cyrillique : Кремената) est une localité du Kosovo située dans la commune/municipalité de Kamenicë/Kosovska Kamenica, district de Gjilan/Gnjilane (Kosovo) ou district de Kosovo-Pomoravlje (Serbie). Selon le recensement kosovar de 2011, elle compte 7 habitants, tous albanais.

## Histoire
Dans le village, la maison de Syla Hasku, construite en 1820, est proposée pour une inscription sur la liste des monuments culturels du Kosovo.

## Démographie

### Évolution historique de la population dans la localité
| 1948 | 1953 | 1961 | 1971 | 1981 | 1991 | 2011 |
| ---- | ---- | ---- | ---- | ---- | ---- | ---- |
| 337  | 341  | 411  | 419  | 397  | 410  | 7    |

|  |